# Hemiptarsenus ornatus
Hemiptarsenus ornatus är en stekelart som först beskrevs av Christian Gottfried Daniel Nees von Esenbeck 1834.  Hemiptarsenus ornatus ingår i släktet Hemiptarsenus och familjen finglanssteklar. Arten är reproducerande i Sverige. Inga underarter finns listade i Catalogue of Life.